# Blashyrkh in North America
Blashyrkh in North America fue una gira norteamericana realizada por la banda noruega de black metal, Immortal y que sirvió como presentación de su octavo álbum de estudio, All Shall Fall.

## Historia
Immortal hizo público en su página web que en marzo y abril de 2010 realizarían una gira por Norteamérica para promocionar el álbum All Shall Fall, que llegó a la posición 162 en la lista estadounidense de álbumes.
Para Immortal fue la segunda vez que actuó en el Opera House de Toronto (ya lo hizo en 2003) y en el The Avalon de Los Ángeles (ya lo hizo en 2007 como parte de la gira 7 Dates of Blashyrkh Tour)

## Fechas del Tour
|                     |             |                |                |  |
| América             |             |                |                |  |
| 27 de marzo de 2010 | Toronto     | Canadá         | Opera House    |  |
| 28 de marzo de 2010 | Montreal    | Canadá         | Metropolis     |  |
| 20 de marzo de 2010 | Brooklyn    | Estados Unidos | Masonic Temple |  |
| 2 de abril de 2010  | Los Ángeles | Estados Unidos | The Avalon     |  |

## Participantes
- Abbath - guitarrista y vocalista
- Horgh - batería
- Apollyon - bajista
- Demonaz - mánager del grupo, compositor y letrista